# Nam Yun-Bae
Nam Yun-Bae (en coreano: 남윤배; 2 de febrero de 1987) es un deportista surcoreano que compitió en taekwondo. Ganó dos medallas en el Campeonato Mundial de Taekwondo en los años 2007 y 2009, y una medalla en el Campeonato Asiático de Taekwondo de 2006.

## Palmarés internacional
| Campeonato Mundial  | Campeonato Mundial     | Campeonato Mundial | Campeonato Mundial |
| Año                 | Lugar                  | Medalla            | Categoría          |
| ------------------- | ---------------------- | ------------------ | ------------------ |
| 2007                | Pekín (China)          | Medalla de bronce  | +84 kg             |
| 2009                | Copenhague (Dinamarca) | Medalla de plata   | +87 kg             |
| Campeonato Asiático |                        |                    |                    |
| Año                 | Lugar                  | Medalla            | Categoría          |
| 2006                | Bangkok (Tailandia)    | Medalla de oro     | +84 kg             |